# Caliphaea thailandica
Caliphaea thailandica е вид водно конче от семейство Calopterygidae.

## Разпространение и местообитание
Видът е разпространен във Виетнам и Тайланд.
Обитава сладководни басейни и потоци.